# Tropidocephala malayana
Tropidocephala malayana är en insektsart som beskrevs av Matsumura 1907. Tropidocephala malayana ingår i släktet Tropidocephala och familjen sporrstritar. Inga underarter finns listade i Catalogue of Life.